# Sudbury (Massachusetts)
Sudbury es un pueblo ubicado en el condado de Middlesex en el estado estadounidense de Massachusetts. En el Censo de 2010 tenía una población de 17.659 habitantes y una densidad poblacional de 275,46 personas por km².

## Geografía
Sudbury se encuentra ubicado en las coordenadas 42°23′0″N 71°25′16″O / 42.38333, -71.42111. Según la Oficina del Censo de los Estados Unidos, Sudbury tiene una superficie total de 64.11 km², de la cual 62.86 km² corresponden a tierra firme y (1.94%) 1.24 km² es agua.

## Demografía
Según el censo de 2010, había 17.659 personas residiendo en Sudbury. La densidad de población era de 275,46 hab./km². De los 17.659 habitantes, Sudbury estaba compuesto por el 90.81% blancos, el 0.84% eran afroamericanos, el 0.05% eran amerindios, el 5.9% eran asiáticos, el 0.05% eran isleños del Pacífico, el 0.56% eran de otras razas y el 1.79% pertenecían a dos o más razas. Del total de la población el 1.98% eran hispanos o latinos de cualquier raza.